# قولنج شکستن
قولنج شکستن به عملی گفته می‌شود که طی آن فرد به مفاصل خود فشار وارد می‌کند تا صدایی شبیه به شکستگی از آن ساطع شود. معمولاً شکستگی و دردی ندارد البته ممکن است در صورت تداوم در مدت زمان کوتاه درد خفیفی را ایجاد نماید. معمول‌ترین روش قولنج شکستن آن است که فرد انگشتان خود را به سمت کف دست خود کمی بیش از اندازه خم می‌کند. ممکن است گاهی با بازکردن مفاصل یا تکان دادن دست، پا یا کمر قولنج‌تان بشکند.
قولنج اصطلاحی است که در مورد دردهای مبهم در نواحی مختلف بدن به کار می‌رود.
در گذشته برای درد احشای داخل شکم نظیر کلیه نیز اصطلاحاتی مثل قولنج کلیوی به کار می‌رفته‌اند و دل‌دردهای مبهم نیز قولنج نوزادان نامیده می‌شود، چنان‌که در لغت‌نامه دهخدا نیز اصطلاح قولنج به صورت «دردی که غفلتاً در ناحیهٔ شکم خصوصاً نواحی مجاور به قسمتهای مختلف قولونها حاصل شود» توضیح داده شده‌است. امروزه اصطلاح قولنج بیشتر برای دردهای مرتبط با عضلات و مفاصل به کار می‌رود.
حتی قولنج شکستن باعث ضعیفی دست می شود

## علل
وقتی می‌گوییم علت قولنج شکستن چیست؟؛ گاهی منظور علت صدایی که ساطع می‌شود مد نظر است و ممکن است علت این‌که چرا قولنج می‌شکنیم مد نظر باشد. در نتیجه در دو قسمت موضوع را بررسی می‌کنیم.

### چرا قولنج می‌شکنیم؟
قولنج شکستن هیچ زمینهٔ پزشکی یا ورزشی ندارد. علل عمده به صورت زیر است:
- ممکن است زمینهٔ آن استرس باشد.
- عادت کردن؛ شاید زمینه شروع آن چیز دیگری بوده باشد اما اگر فرد به صورت متداول این عمل را تکرار کند و حتی زمینهٔ آن از بین برود؛ فرد از سر عادت قولنج شکستن را ادامه دهد.
- قولنج شکستن باعث ایجاد احساسی متفاوت در مفاصل می‌شود که برخی از افراد از آن خوششان می‌آید که می‌تواند آن‌ها را به تکرار این کار تحریک کند.

### علت صدای ناشی از قولنج شکستن چیست؟
اگرچه علت ایجاد صدا از مفصلی که قولنجش می‌شکند با قطعیت مشخص نشده، اما فرضیه‌های زیر برای آن مطرح شده‌اند:
- حفره‌زایی در داخل مفصل: بر اثر ایجاد فشار منفی، مایع درون مفصل دچار حفره‌های ریزی می‌شود که به‌سرعت متلاشی می‌شوند و صدا ایجاد می‌کنند؛
- پاره شدن استحکامات درون‌مفصلی؛
- کشیده شدن ناگهانیِ رباط‌های داخل مفصل.

از بین مکانیسم‌های یادشده، مورد اول بیشتر مورد توافق است. محققان در سال ۱۹۷۱ نشان دادند که اِعمال کشش بر روی مفاصل سینوویال باعث می‌شود که گازهایی که در مایع درون‌مفصلی محلول بوده‌اند (ازجمله دی‌اکسید کربن)، قابلیت انحلال خود را در این مایع به‌طور موقت از دست بدهند و حباب تشکیل دهند. سپس این حباب‌ها متلاشی می‌شوند و صدای «تِق‌مانند» تولید می‌کنند. برای این‌که مفصل بتواند دوباره چنین حالتی را تجربه کند، زمانی لازم است تا گازها کاملاً در مایع مفصلی حل شوند. در طول این مدت‌زمان، اِعمال دوبارهٔ فشار باعث ایجاد صدا نخواهد شد.

## مضرات
اگرچه این باور در عامهٔ مردم وجود دارد که قولنج شکستن باعث آسیب به مفصل می‌شود و منجر به ابتلا به آرتریت می‌گردد، اما شواهد علمی این فرضیه را تأیید نمی‌کنند.
دکتر دونالد آنگر، در یک مطالعهٔ شخصی، به‌مدت بیش از شصت سال قولنج مفاصل انگشتان دست چپ خود را شکست، اما درمورد دست راست خود این کار را انجام نداد. نتیجهٔ مطالعهٔ وی حاکی از آن بود که آرتریت یا هیچ عارضهٔ خاصی در دست چپ وی ایجاد نشد. دکتر آنگر به‌خاطر این مطالعه جایزهٔ ایگ‌نوبلِ سال ۲۰۰۹ را دریافت کرد.
اگر مفصل حین شکسته شدن قفل شود، قولنج شکستن می‌تواند منجر به آسیب در ناحیه دست شود. مطالعه انجام شده در سال ۱۹۹۰ نشان داد که شکستن قولنج مزمن ممکن است بر سلامت دست اثر بگذارد. محققان ۳۰۰ شرکت کننده را بررسی کردند و متوجه شدند که آنهایی که قولنج خود را می‌شکنند، به میزان بیشتری دچار التهاب و ضعف درگرفتن اجسام بودند. این یافته بحث‌برانگیز است. با این‌حال مطالعهٔ منتشر شدهٔ جدیدتر در سال ۲۰۱۷ به این نتیجه رسید شکستن قولنج بر روی قدرت دست درگرفتن اجسام اثر نمی‌گذارد.

## تاریخچه
در گذشته، برای درد احشای داخل شکم نظیر کلیه نیز اصطلاحاتی مثل قولنج کلیوی به‌کار می‌رفته‌اند، چنان‌که در لغت‌نامهٔ دهخدا نیز اصطلاح «قولنج» به‌صورت «دردی که غفلتاً در ناحیهٔ شکم خصوصاً نواحی مجاور به قسمت‌های مختلف قولون‌ها حاصل شود» توضیح داده شده‌است. امروزه اصطلاح قولنج بیشتر برای دردهای مرتبط با عضلات و مفاصل به‌کار می‌رود. اصطلاح قولنج شکستن هم به‌معنی وارد کردن فشار به مفاصل به‌شکلی است که باعث آزاد شدن صدایی کوتاه و خشک از آن‌ها شود. این کار معمولاً در مورد مفاصل انگشتان انجام می‌شود، اگرچه برخی قولنج مفاصل بین مهره‌های گردن یا پشت یا مفاصل بزرگ‌تر، مثل زانو و مچ دست و پا، را نیز می‌توانند بشکنند.